# 少达子
少达子（艺名）原名谈伟雄（1896年3月20日 – 1976年2月20日）为粤剧名艺人 、中医跌打医师。广东省新会市四九村人。父亲谈保艺名声架保，也为粤剧名艺人。母亲李齐。少达子在粤剧界是有名气的武生演员。很多粤剧名伶都曾跟他学艺，包括梁荫棠，石燕子等。他亦曾多次为孙中山革命在国内外义演筹款。在戏班中，擅长中医跌打医术并享有盛名。

## 生平
- 1903年，8岁进入香港东华医院创办的贫民义学读私塾6年，在家跟随父亲学医和学艺。

- 1909年，14岁拜周世旺为师，在超群乐小童班演戏。在此期间，曾在广东龙尾寺习武练洪拳，跟主持大师学习滚堂刀绝技。

- 1916年满师后，在新加坡，吉隆坡等东南亚地区演戏。

- 1921年 - 1924年，到美国三藩市（又名旧金山）大舞台演戏。少达子出演的六国大封相中公孙衍的角色，功夫了得，为全行公认首屈一指的“靓仔武生”和“金山第一武生” [3]。同时也在三藩市行医，由于医术高明，当时三藩市的华人及西人前来求医买药的不计其数。他的艺术和医术誉满金山。在此期间，少达子还加入了孙文组织的“海外华侨联义社”（孙文签署的《会员证》），积极投身各项爱国活动。在“抵制鸦片，振兴中华”的爱国热潮中， 他离开旧金山回上海之前，决心戒掉鸦片，毅然砸碎烟枪，只留象牙烟咀镶在山桔烟斗上（此物已捐给中国华侨历史博物馆收藏 [4]）。

- 1924年12月携同前夫人牡丹苏 [5]（当年红遍美国旧金山名旦）远渡重洋，回到上海演戏。

- 1925年 – 1938年，分别在觉先声剧团，钧无乐，粤明星剧团担任主角武生。在此期间，牡丹苏干爹（时任上海市长）介绍认识了抗日名将蔡廷锴将军。俩人一见如故，志向相投，视为知己，结成异姓兄弟。在蔡将军率部十九路军奋力抗击日冠时，少达子毅然卸下歌衫参加抗日行列，为前线将士救死扶伤。蔡将军在出国游埠临离上海之际，与少达子依依惜别，赠送大衣永作留念（此物已捐给中国华侨历史博物馆收藏）。

- 广州机器工会剧团演戏、行医。抗战期间辗转在粤北山区、曲江、南雄、乐昌、英德、清远，至1945年日军追至龙门时，剧团解散，各自逃命。

- 1946年来到广东省韶关市忠信路，开设少达子医务所。

- 1957年参加中国农工民主党，任主委。

- 1958年带头组织韶关市中医联合诊所，开办中医学校。

- 1957年期间建设韶关市无底塘水库，少达子医务所全免费赠医送药。

- 解放后，曾任第1 – 4届人大代表、政协委员。